# CKBE-FM
CKBE-FM ou The Beat 92.5 est une station de radio québécoise anglophone sise à la Place Bonaventure, centre-ville de Montréal, Québec, Canada, appartenant à Cogeco Média avec un format de top-40 pour adultes.

## Historique

Ancien logo (2009-2011)

La station a été lancée en 1947 sous le nom de CFCF-FM 106,5 avec une antenne de 3 000 watts sur le toit de l'Édifice Sun Life, puis 7 700 watts en 1957. En 1965, la station change de fréquence pour le 92,5 FM actuel avec une puissance de 41 400 watts, puis change ses lettres d'appel pour CFQR-FM le 1er octobre 1966, pour ensuite diffuser une programmation différente de sa station-sœur CFCF-AM 600. Le nom Q92 est apparu en 1992 lorsque la station a changé de style musical au format adulte contemporain (AC). Le nom est modifié pour "The Q 92.5" le 14 avril 2009.
Le 30 avril 2010, Cogeco a annoncé l'achat des stations de Corus Québec pour 80$ millions, transaction qui fut approuvée par le CRTC le 17 décembre 2010. Cogeco a pris le contrôle de CFQR-FM ainsi que des stations de radio de Corus Québec le 1er février 2011.
Le 6 septembre 2011 à 16 h, Cogeco change le format pour 9-2-5 The Beat en faisant jouer de la musique plus rythmée, et les lettres d'appel changent pour CKBE-FM (pour CK BEat) afin de refléter le changement.

## Animateurs
- Natasha Gargiluo (THE BEAT 5@7)
- Donna Saker (The Beat Of Your Workday & The Beat's All-Request Lunch)
- Cat Spencer (The Beat 5@7)
- Lee Haberkorn (THE BEAT BREAKFAST CLUB)
- Claudia Marques (THE BEAT BREAKFAST CLUB)
- Catherine Duranceau (EVENINGS WITH CATHERINE D., THE WEEKEND PARTY JAM)
- Mark Bergman (THE BEAT BREAKFAST CLUB)
- Nat Lauzon (Feel Good Weekends)
- Laura Casella (THE WEEKEND BREAKFAST)
- Meghan Kelly (MTL'S PERFECT MIX, THE BEAT OF YOUR WORKDAY)

## Collaborateurs
- Kim Kieran (drive traffic)